# Tarantula
Os Tarantula (em português Tarântula) são um grupo português de heavy metal, do Porto. Em 2007 festejaram o seu 25º. aniversário, o que os torna uma das bandas portuguesas mais antigas no activo e a mais antiga no género de Metal. Mantêm uma formação estável desde 1994.

## História

### O início
O projecto Mac Zac foi criado, em outubro de 1981, pelos irmãos Luís e Paulo Barros, em Valadares, Vila Nova de Gaia. Participam em 15 de Dezembro de 1984 no Festival Heavy-Metal de Santo António dos Cavaleiros.
No ano seguinte, a formação do grupo muda totalmente mantendo-se apenas os irmãos Barros. Entram o vocalista Carlos Meinedo, o guitarrista João Wolf, o baixista José Baltazar e o teclista Serafim Paiva. No dia 10 de Outubro actuam pela primeira vez no Rock Rendez-Vous. Mudam de nome para Tarantula no ano 1985, depois de dois concertos na Alemanha.
Depois de duas demo-tapes e vários concertos em Portugal e na Alemanha, lançam em 1987 o seu primeiro álbum, Tarantula, lançado pela Transmédia. O disco esgotou-se pouco depois do seu lançamento.
Em 1989 entra Jorge Marques para vocalista do grupo e Serafim Paiva e João Wolf saem do grupo nesse ano.

### Anos 1990
Assinam com a Polygram e editam, em 1990, o álbum Kingdom of Lusitania (Reino da Lusitânia) que os lança para a fama a nível internacional:.
Entre tournées os irmãos Barros criam a Rock'n'School, uma escola de música e de canto, e também os estúdios de gravação Rec'n'Roll.
Em 1993 é editado o álbum Tarantula III através da editora Numérica. Em 1994, entra José Aguiar para o lugar de baixista, que completa a formação tal como ela se apresenta até à data.
Em 1995 é editado o álbum Freedom's Call. O sucesso deste trabalho leva-os em digressão por diversos países, actuando como banda de suporte de vários grupos como Manowar, Hammerfall ou Gamma Ray. Em 1996, Paulo Barros inicia uma carreira a solo, paralela aos Tarantula.
Em 1999 editam Light Beyond the Dark, pela alemã AFM Records. Apresentam o disco na Tour Beyond the Dark e apresentam-se em cartaz com bandas como Stratovarius, Motorhead ou Deep Purple.

### Anos 2000
Em 2001 lançam o CD Dream Maker com produção de Tommy Newton. Desta vez actuaram com outros grupos mundialmente famosos como Rhapsody, Blaze ou Kreator, entre outros. No ano de 2001 é lançado um disco de tributo com bandas portuguesas e brasileiras: 20 Anos de Tarantula - Tributo.
Em 2005 é editado o CD Metalmorphosis, que mantém a produção e editora. A 5 de Junho de 2007, para celebrarem o seu 25º. aniversário, actuaram no Coliseu do Porto junto aos Helloween.
A 5 de Junho de 2007, para celebrarem o seu 25º. aniversário, actuaram no Coliseu do Porto junto aos Helloween.
Em 2007 e 2008 os Tarantula (mais precisamente o Paulo Barros e o Jorge Marques) foram responsáveis pelo arranjo dos musicais "Peter Pan" e "High School Musical - O Musical", que decorreu em alguns pontos de Portugal.
Em 2008 o baterista, Luís Barros, foi responsável pelo som no Rock in Rio Lisboa.
Em 2010 lançam o álbum Spiral Of Fear.
O mais recente álbum da banda é Thunder Tunes From Lusitania, lançado em 1 de maio de 2021, com uma sonoridade mais voltada para o hard rock.

## Formação actual
- Jorge Marques (19 de dezembro de 1966), vocalista desde 1989 e pintor da capa do disco "Kingdom of Lusitania";
- Paulo Barros (5 de junho de 1963), guitarrista e fundador do grupo, em 1981, com o seu irmão Luís;
- José Aguiar (Patriarca do Rock) (18 de abril de 1954), baixista desde 1994;
- Luís Barros (10 de maio de 1968), baterista e fundador do grupo com o seu irmão Paulo, em 1981.

## Discografia
- 1987 - Tarantula (edição em vinil), pela Transmedia;
- 1990 - Kingdom of Lusitania (edição em vinil), pela Polygram;
- 1993 - Tarantula III, editado pela Numérica;
- 1995 - Freedom's Call, editado pela Numérica;
- 1998 - Light Beyond The Dark, editado pela AFM Records;
- 2001 - Dream Maker, editado pela AFM Records;
- 2005 - Metalmorphosis, editado pela AFM Records;
- 2010 - Spiral Of Fear, editado pela Gluetone;
- 2021 - Thunder Tunes From Lusitania, editado pela Larvae Records.

### Compilações
- 2001 - 20 Anos de Tarantula - Tributo